# Professional Futbol Klubi Neftchi
Il Professional Futbol Klubi Neftchi (in russo Фк «Нефтчи»?, FK Neftči) è una società calcistica di Fergana, Uzbekistan. Attualmente gioca nella Oliy Liga, la massima divisione del campionato nazionale.

## Palmarès

### Competizioni nazionali
- Vtoraja Liga: 1

1965, 1990
- Campionato uzbeko: 5

1992, 1993, 1994, 1995, 2001
- Coppa d'Uzbekistan: 2

1994, 1996

### Altri piazzamenti
- Campionato uzbeko:

Secondo posto: 1996, 1997, 1998, 1999, 2000, 2002, 2003, 2004, 2006
Terzo posto: 2008
- Coppa d'Uzbekistan:

Finalista: 1997, 1998, 2001, 2002, 2005
Semifinalista: 1992, 1993, 1995, 2000, 2004, 2006, 2008, 2009, 2010
- AFC Champions League:

Terzo posto: 1994-1995
- Coppa dei Campioni della CSI:

Finalista: 1994